# Antoine Volodine
Pour les articles homonymes, voir Volodine.
Antoine Volodine est le principal pseudonyme d'un romancier français, né Jean Desvignes en 1950 à Chalon-sur-Saône. Il est lauréat de l'édition 2014 du prix Médicis pour son roman Terminus radieux.

## Biographie
De son véritable nom Jean Desvignes, Antoine Volodine est le fils de l'écrivaine Lucette Desvignes. Il serait né, selon les sources, en 1950 à Chalon-sur-Saône ou en 1949 à Lyon. Après des études de lettres, il enseigne le russe pendant quinze ans et se consacre à l'écriture et à la traduction à partir de 1987. Il rejoint le groupe Limite en 1986 et participe au recueil collectif Malgré le monde en 1987 ; puis il commence à publier des romans dans la collection « Présence du futur » des éditions Denoël, tout en déclarant que ses livres n’appartiennent pas au registre de la science-fiction. Il publiera ensuite aux éditions de Minuit, puis chez Gallimard et au Seuil.

## Œuvre littéraire

### Le post-exotisme
Dès ses premiers livres, il construit avec constance un édifice romanesque à plusieurs voix qu'il nomme « post-exotisme ». Il se place délibérément à l'écart des courants littéraires contemporains et se réclame à la fois du réalisme magique et d'une littérature internationaliste, engagée, où se croisent l'onirisme et la politique. Les thèmes de ses ouvrages sont marqués par une réflexion sur l'histoire du XXe siècle, sur les génocides et l'échec des révolutions. Dans un décor souvent ruiniforme ou carcéral, les personnages sont des rescapés hantés par le passé, cherchant à fuir leur misère affective en inventant des univers féeriques ou des espaces parallèles. Profondément attiré par les cultures asiatiques, et en particulier par le chamanisme et le bouddhisme, Antoine Volodine met volontiers en scène des hommes et des femmes qui errent dans le monde d'après la mort, dans le Bardo tibétain du Bardo Thödol, ou voyagent de rêve en rêve, à la recherche de l'âme sœur ou d'un territoire utopique.
L’originalité des écrits d’Antoine Volodine a souvent conduit la critique à le présenter comme inclassable. La catégorie littéraire nouvelle dont il se réclame, le « post-exotisme », permet toutefois d’aborder son œuvre sans se perdre dans des systèmes de classifications intenables. Ce terme, qui à l’origine se voulait une simple marque d’indépendance, correspond bien aujourd’hui à un projet concret : donner à lire « une littérature étrangère écrite en français », « une littérature de l’ailleurs qui va vers l’ailleurs ». 

### Signatures
Antoine Volodine a signé une quinzaine de livres et s’est présenté comme « porte-parole » du post-exotisme et de ses « divers » écrivains. En effet, à la fin des années 1990, d’autres signatures sont venues s’ajouter à celle d’Antoine Volodine. Plusieurs — parmi celles qui sont citées dans Le Post-exotisme en dix leçons, leçon onze, — ont publié des livres : Elli Kronauer et Manuela Draeger à l'École des Loisirs et, en mai 2008, Lutz Bassmann aux éditions Verdier. Mais, à la façon de Fernando Pessoa, quoiqu'avec cette différence essentielle qu'est la collectivisation, absente du modèle lusitanien, il s'agit là d'une série d'hétéronymes, sous lesquels se cache un seul et même écrivain, d'abord connu sous le pseudonyme d'Antoine Volodine.
Volodine a également traduit du russe des œuvres des frères Strougatski, d'Alexandre Ikonnikov (Dernières nouvelles du bourbier et Lizka et ses hommes, éditions L'Olivier, respectivement en 2003 et 2004), de Victoria Tokareva, et de Maria Soudaïeva(Slogans, L’Olivier, 2004).
En 2022, il introduit une nouvelle signature avec Débrouille-toi avec ton violeur d'Infernus Iohannes (L'Olivier), première signature collective, qui rassemble ici Miaki Ono, Molly Hurricane et Maria Soudaieva. C'est sous cette signature collective que paraîtra l'ultime ouvrage du post-exotisme, Retour au goudron, composé de 343 brochures. Un extrait de cet ouvrage à paraître est publié la même année par La Marelle.
En 2024, il publie son dernier récit sous le nom d'Antoine Volodine, Vivre dans le feu (Seuil) et contribue sous ce même nom à un ouvrage collectif publié aux éditions La Fabrique, intitulé Contre la littérature politique, aux côtés de Nathalie Quintane, Tanguy Viel, Pierre Alferi, Leslie Kaplan et Louisa Yousfi.

### Récompenses
Rituel du mépris a reçu le grand prix de l'Imaginaire en 1987. Des anges mineurs a reçu le prix du Livre Inter en 2000 et le prix Wepler en 1999. En 2008, il reçoit la bourse Jean Gattégno du Centre national du livre pour la rédaction de Macau, une fiction accompagnée de photographies signées Olivier Aubert, publiée en octobre 2009 au Seuil.
En 2014, Terminus radieux reçoit le prix de la Page 111 et le prix Medicis. En 2017, il est lauréat pensionnaire à la Villa Kujoyama à Kyoto.

## Œuvres
Signées Antoine Volodine :
- Biographie comparée de Jorian Murgrave, Denoël, Présence du Futur, 1985.
- Un navire de nulle part, Denoël, Présence du Futur, 1986
- Rituel du mépris, Denoël, Présence du Futur, 1986 (Grand Prix de la science-fiction française 1987)
- Des enfers fabuleux. Denoël, Présence du Futur, 1988
  - (Ces quatre premiers titres sont réédités par Denoël en un seul volume en 2003 dans la collection « Des heures durant »)
- Lisbonne, dernière marge, Minuit, 1990
- Alto solo, Minuit, 1991
- Le Nom des singes, Minuit, 1994
- Le Port intérieur, Minuit, 1996
- Nuit blanche en Balkhyrie, Gallimard, 1997
- Vue sur l'ossuaire, Gallimard, 1998
- Le Post-exotisme en dix leçons, leçon onze, Gallimard, 1998
- Des anges mineurs, Seuil, Fiction & Cie, 1999 (Prix Wepler 1999 - Prix du Livre Inter 2000).
- Dondog, Seuil, Fiction & Cie, 2002[16]
- Bardo or not bardo, Seuil, Fiction & Cie, 2004
- Nos animaux préférés, Seuil, Fiction & Cie, 2006
- Songes de Mevlido, Seuil, Fiction & Cie, 2007
- Macau, avec les photographies d'Olivier Aubert, Seuil, Fiction & Cie, 2009. Prix Écrire la Ville 2016
- Écrivains, Seuil, Fiction & Cie, 2010.
- Terminus radieux, Seuil, Fiction & Cie, 2014 (Prix Médicis et Prix de la Page 111 2014).
- Frères sorcières, Seuil, Fiction & Cie, 2019  (ISBN 978-2-02-136375-3)
- Les Filles de Monroe, Seuil, Fiction & Cie, 2021  (ISBN 978-2-02-147847-1)
- Vivre dans le feu, Seuil, Fiction & Cie, 2024  (ISBN 978-2-02-152485-7)
- « Un conte moral », dans Contre la littérature politique (collectif), La Fabrique, 2024  (ISBN 978-2-35-872272-8)

Signées Elli Kronauer :
- Ilia Mouromietz et le Rossignol brigand, L'École des Loisirs, Médium, 1999.
- Aliocha Popovitch et la Rivière Saphrate, L'École des Loisirs, Médium, 2000.
- Soukmane fils de Soukmane et les Fleurs écarlates, L'École des Loisirs, Médium, 2000.
- Sadko et le Tsar de toutes les mers océanes, L'École des Loisirs, Médium, 2000.
- Mikhaïlo Potyk et Mariya la très-blanche mouette, L'École des Loisirs, Médium, 2001.

Signées Manuela Draeger :
- Pendant la boule bleue, L'École des Loisirs, Médium, 2002.
- Au nord des gloutons, L'École des Loisirs, Médium, 2002.
- Nos bébés-pélicans, L'École des Loisirs, Médium, 2003.
- Le Deuxième Mickey, L'École des Loisirs, Médium, 2003.
- La Course au kwak, L'École des Loisirs, Médium, 2004.
- L'Arrestation de la grande Mimille, L'École des Loisirs, Médium, 2007.
- Belle-Méduse, L'École des Loisirs, Médium, 2008.
- Un œuf dans la foule, L'École des Loisirs, Médium, 2009.
- Le Radeau de la sardine, L'École des Loisirs, Médium, 2009.
- Onze Rêves de suie, L'Olivier, 2010.
- La Nuit des mis bémols, L'École des Loisirs, Médium, 2011.
- Herbes et Golems, L'Olivier, 2012.
- Moi les mammouths, L'École des Loisirs, Médium, 2015.
- Kree, L'Olivier, 2020.
- Arrêt sur enfance, L'Olivier, 2025.

Signées Lutz Bassmann :
- Haïkus de prison, Verdier, Chaoïd, 2008.
- Avec les moines-soldats, Verdier, Chaoïd, 2008.
- Les aigles puent, Verdier, Chaoïd, 2010.
- Danse avec Nathan Golshem, Verdier, Chaoïd, 2012.
- Black Village, Verdier, Chaoïd, 2017.

Signée Infernus Iohannes :
- Débrouille-toi avec ton violeur, L'Olivier, 2022.

## Prix et distinctions
- Grand prix de l'Imaginaire 1987 pour Rituel du mépris
- Prix Wepler 1999 pour Des anges mineurs
- Prix du Livre Inter 2000 pour Des anges mineurs
- Prix Médicis 2014 pour Terminus radieux
- Prix de la Page 111 2014 pour Terminus radieux
- Finaliste du prix Femina 2014[17] pour Terminus radieux
- Prix Andreï Biély 2015 « pour service rendu à la littérature »
- Prix Albertine 2017 pour Bardo or not Bardo[18]

## Décorations
- Officier de l'ordre des Arts et des Lettres (2011)[19]

## Traductions du russe et du portugais
- Arcadi et Boris Strougatski, L’Auberge de l'alpiniste mort, Paris, Denoël, « Présence du futur », 1988.
- Fridrich Neznansky, Opération Faust, Paris, Denoël, 1988.
- Édouard Limonov, La Grande Époque, Paris, Flammarion, 1989.
- Guennadi Botcharov, Roulette russe, Paris, Denoël, « Joker », 1990.
- Victoria Tokareva, Happy end, Paris, Flammarion, « Le vingtième siècle russe et soviétique », 1996.
- Alexandre Ikonnikov, Dernières nouvelles du bourbier, traduit du russe par Antoine Volodine et de l'allemand par Dominique Petit, Paris, L’Olivier, 2003.
- Alexandre Ikonnikov, Lizka et ses hommes, Paris, L’Olivier, 2004.
- Maria Soudaïeva, Slogans, Paris, L’Olivier, 2004.
- Sergio Rodrigues, Dribble, traduit du portugais avec Ana Isabel Sardinha, Paris, Seuil, 2015.
- Alexandra Lucas Coelho, Mon amant du dimanche, traduit du portugais avec Ana Isabel Sardinha, Paris, Seuil, 2016.
- José Luís Peixoto, "Soufre", traduit du portugais avec Ana Isabel Sardinha, Paris, Seuil, 2017.

## Adaptations au théâtre
- En 2009, David Girondin Moab et sa compagnie Pseudonymo créent le spectacle Glouchenko, adapté de Bardo or not Bardo, au Salmanazar d'Épernay où il est alors artiste associé, la pièce est jouée en Avignon la même année à la caserne des pompiers.
- Joris Mathieu et sa Compagnie Haut et Court[20] ont créé un triptyque autour Des anges mineurs[21] au Théâtre de Vénissieux[22] où ils étaient artistes associés entre 2007 et 2009. La pièce est rejouée en 2010.
- En 2008, Charles Tordjman monte Slogans[23] d'après la traduction du livre de Maria Soudaïeva et Vociférations[24], texte écrit par Volodine durant cette même traduction.
- En 2009-2010, toujours Joris Mathieu et sa Compagnie Haut et Court : Le Bardo, installations visuelles et théâtrales.
- En 2009-2010, Keti Irubetagoyena monte une adaptation de Haïkus de prison de Lutz Bassmann. La pièce est notamment jouée au CENTQUATRE lors de la Nuit Blanche 2009.
- En 2014, Keti Irubetagoyena et le Théâtre Variable n°2[25] montent Ordonne tes restes, un montage de plusieurs textes signés Antoine Volodine, Lutz Bassmann et Maria Soudaïeva.
- En 2019, Guillaume Lecamus, Kristina Dementeva et Éric Brochard, de la compagnie Morbus théâtre, font de Balbutiar XI, tiré de Nos animaux préférés, un concert théâtral.
- En 2019, Joris Mathieu et sa compagnie Haut et Court montent au TNG à Lyon Frères Sorcières.

## Adaptations musicales
- Denis Frajerman, Les Suites Volodine, CD, 1998 (Noise Museum/Naïve)
- Denis Frajerman, Des Anges Mineurs, oratorio post-exotique, 2000 (La Cigale - Paris)
- Antoine Volodine / Denis Frajerman, Vociférations[26], cantopéra, 2004, Ateliers de Création Radiophonique (ACR / France Culture), création de la version de concert au Lieu Unique, scène nationale de Nantes (2004).
- Denis Frajerman, Herbes et golems, Psych. KG, 2018[27]
- Balbutiar 315, récit musical, voix : Guillaume Lecamus, Musique électro-drone : Éric Brochard https://soundcloud.com/eric-brochard/balbutiar_315
- Entrevoûtes, performance post-exotique, Profération : Guillaume Lecamus, Musique électro-drone : Éric Brochard